# Slag bij Ipsos
De Slag bij Ipsos (Grieks: Ἱψός, verlatijnst: Ipsus) was een slag tussen enkele van de diadochen (de opvolgers van Alexander de Grote) in 301 v.Chr. nabij het dorp met die naam in Frygië. Antigonos I Monophthalmos en zijn zoon Demetrius stonden tegenover een coalitie van drie andere strijdmakkers van Alexander: Kassander, heerser van Macedonië, Lysimachus, heerser van Thracië en Seleucus I Nicator, heerser over Babylonië en Perzië, het Seleucidische Rijk.
Antigonos was al 80 jaar oud en de heerser van Macedonische Rijk, het huidig Syrië, Turkije, Libanon en Judea. Zijn leger was enorm en had al menig vijand verslagen. Hij had 75 strijdolifanten. Zijn opponent had een enigszins kleinere legermacht (verondersteld rond 60.000 man), maar zij hadden Seleucus en zo'n 400 olifanten. Dit was de enige grote Europese veldslag waarbij beide partijen gebruikmaakten van Indische strijdolifanten.
Met uitzondering van Plutarchus's Leven van Demetrius heeft zo goed als geen historische beschrijving van de veldslag de eeuwen doorstaan. Wij weten dat Demetrius in eerste instantie succesvol was aan zijn kant van het gevecht (op de rechterflank met zware cavalerie), maar zijn strijdkracht werd afgezonderd van het centrum van het Antigonidische leger. Toen hij poogde aansluiting te vinden bij de hoofdmacht werd zijn cavalerie geblokkeerd door een enorme massa van strijdolifanten, naar aangenomen onder het commando van Seleucus.
De hoofdmacht, de Antigonidische falanx, werd vernietigd door afstandsschoten van lichte troepen die minstens van één flank aanvielen. Antigonos zelf, die vanwege zijn ouderdom geen harnas droeg, werd gedood door een werpspeer van een peltast.
De strijd bevestigde de uitkomst van de Babylonische Oorlog, waarin Seleucus zijn onafhankelijkheid tegenover Antigonos had bevochten: het Alexandrijnse Rijk werd opgesplitst in drie machtscentra: Macedonië in Europa, Syrië en Babylonië onder de Seleuciden in Azië en Egypte onder de Ptolemeën in het zuiden. Het eens zo machtige rijk van Alexander de Grote zou nooit meer in haar vroegere glorie hersteld worden.

## Achtergrond
In de nasleep van de Tweede Diadochenoorlog (315 v.Chr.) was Antigonos Monophthalmos onbetwistbaar de heerser van de Aziatische gebieden van het Macedonische Rijk geworden (Klein-Azië, Syrië en de enorme oostelijke satrapieën). Dit bracht Antigonos in de beste positie om de alleenheerschappij voor zichzelf te claimen. Antigonos' macht alarmeerde de andere diadochen, waardoor de Derde Diadochenoorlog uitbrak, waarin Antigonos moest vechten tegen een coalitie van Kassander, Lysimachos en Ptolemaeus. De oorlog eindigde met een vredesverdrag in 311 voor Christus, waarna Antigonos Seleucus aanviel, die zich opnieuw wilde opwerpen in de oostelijke satrapieën. De daaropvolgende Babylonische Oorlog duurde van 331 tot 309 v.Chr. en eindigde in een nederlaag voor Antigonos, waardoor Seleucus de satrapie Babylonië en de oostelijke gebieden kon heroveren.
Terwijl Antigonos zijn aandacht ergens anders op had gericht, was Ptolemaeus bezig geweest met zijn macht in de Egeïsche Zee en op Cyprus uit te breiden. Antigonos hervatte in 308 v.Chr. dus de oorlog met hem, waardoor de Vierde Diadochenoorlog begon. Antigonos zond zijn zoon Demetrius naar Griekenland om dat land te veroveren, en hij kon in 307 v.Chr. Athene veroveren, waarbij hij Demetrius van Phalerum, Kassanders gouverneur, verdreef, en verklaarde dat de stad weer vrij was. Demetrius verlegde toen zijn aandacht op Ptolemaeus, viel Cyprus binnen en versloeg Ptolemaeus' vloot in de slag bij Salamis in Cyprus. In de nasleep van deze overwinning, namen zowel Antigonos als Demetrius de kroon van Macedonië op, waarin ze al snel werden gevolgd door Ptolemaeus, Seleucus, Lysimachos en uiteindelijk Kassander.

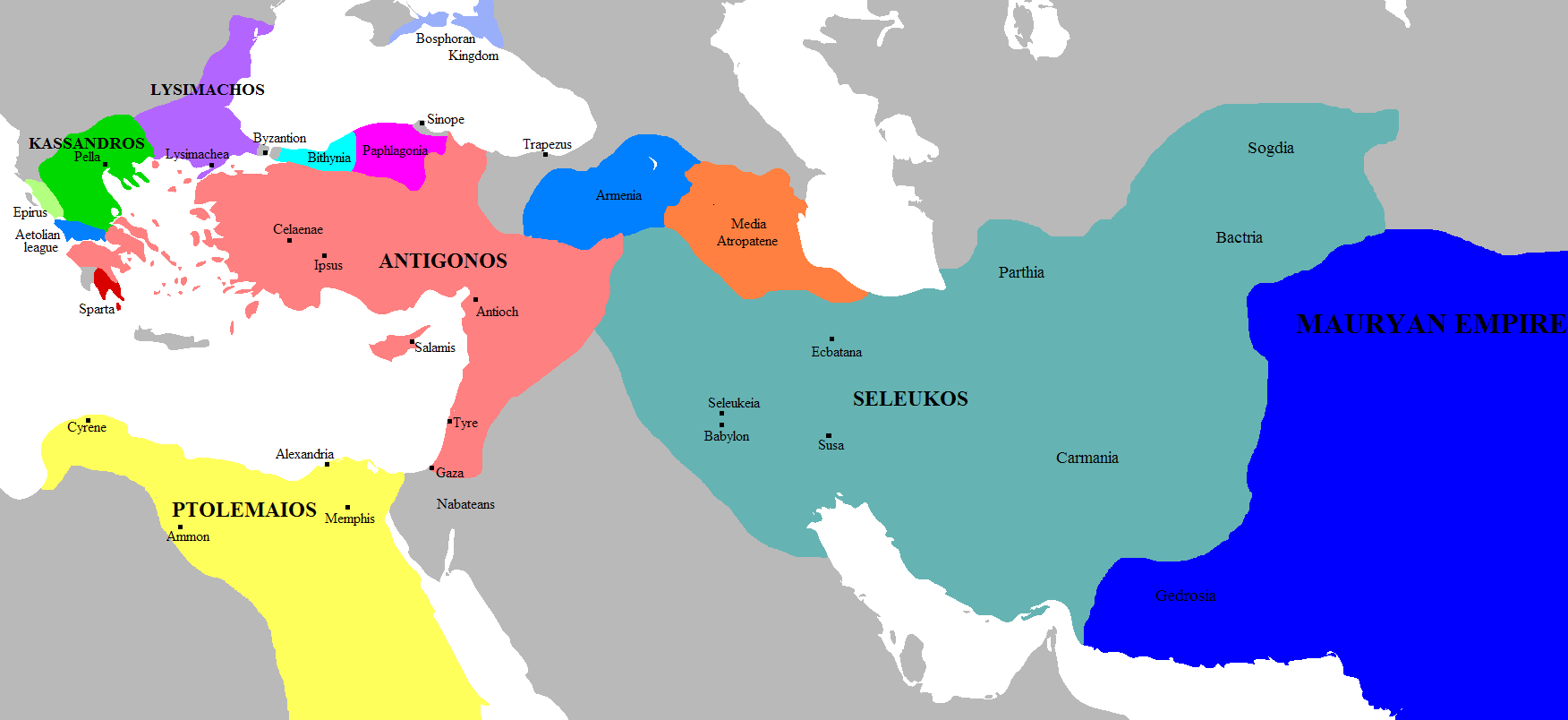
De diadochenrijken voor de slag bij Ipsos.

In 306 v.Chr. probeerde Antigonos Egypte binnenvallen, maar Demetrius' vloot kon hem niet bevoorraden door stormen, en hij moest naar huis terugkeren. Met zowel Kassander als Ptolemaeus verzwakt, en Seleucus die nog steeds bezig was met zich te doen gelden in het oosten, legden Antigonos en Demetrius hun attentie nu op Rhodos, dat werd belegerd door Demetrius in 305 voor Christus. Het eiland werd versterkt door troepen van Ptolemaeus, Lysimachos en Kassander. Uiteindelijk bereikten de Rhodiërs een compromis met Demetrius: ze zouden Antigonos en Demetrius steunen tegen elke vijand, behalve tegen hun bondgenoot Ptolemaeus. Ptolemaeus nam de titel Soter (redder) op zich, voor zijn rol in het voorkomen van de val van Rhodos, maar eigenlijk was het Demetrius die had gewonnen, want nu kon hij Kassander in Griekenland aanvallen. Demetrius keerde dus terug naar Griekenland en ging verder met het bevrijden van de Griekse steden, waarbij hij Kassanders garnizoenen verdreef. Dit besloeg veel van Demetrius' inspanningen in 303 en 302 voor Christus.
Kassander, die zag dat Demetrius' inspanningen gericht waren op het vernietigen van zijn macht in Griekenland en uiteindelijk Macedonië, probeerde tot een overeenkomst te komen met Antigonos. Maar Antigonos verwierp zijn voorstellen, omdat hij hoopte op de volledige overgave van Kassander. Kassander onderhandelde daarom met Lysimachos, en ze kwamen samen tot een akkoord. Ze stuurden gezanten naar Ptolemaeus en Seleucus om hen te vragen om hen te helpen in het bevechten van Antigonos. Kassander, die het initiatief wilde nemen, zond een groot deel van het Macedonische leger onder Prepelaus naar Lysimachos, om hem te helpen bij operaties in Klein-Azië. Ondertussen nam Kassander de rest van het Macedonische leger mee naar Thessalië om met Demetrius te vechten.

## Voorafgaand aan de slag
Lysimachos stak de Hellespont over in 302 voor Christus, omdat hij probeerde om voordeel te halen uit Antigonos' afwezigheid in Syrië door Klein-Azië onder de voet te lopen. De steden Lampsacus en Parium onderwierpen zich aan hem, maar hij moest Sigeion bestormen, waarna hij er een garnizoen legerde. Toen zond hij Prepelaus met 7.000 man naar Aeolis en Ionië om deze gebieden te veroveren terwijl hij zelf Abydos (Klein-Azië) belegerde. Dit beleg was echter onsuccesvol, want Demetrius zond de stad versterkingen uit Griekenland vanaf de zee. Lysimachos ging daarom naar Frygië aan de Hellespont en veroverde er de belangrijke stad Synnada. Ondertussen veroverde Prepelaus Adramyttion, Ephesos, Teos en Colophon, maar hij kon Erythrae en Clazomenae niet veroveren, opnieuw door operaties vanop zee door Demetrius. Uiteindelijk ging Prepelaus landinwaarts en veroverde Sardis, een andere zeer belangrijke stad.
Toen Antigonos hoorde over de invasie, stopte hij de voorbereidingen voor het grote festival dat gehouden zou worden in Antagonia, en begon al snel met zijn leger vanuit Syrië, door Cilicië, Cappadocië en Lycaonië naar Frygië te marcheren. Lysimachos, die gehoord had van Antigonos' naderende leger, overlegde met zijn officiers, en besloot om een open slag te vermijden tot Seleucus' aankomst. De bondgenoten verdedigden hun kamp dus met verschansingen en pallisaden, en toen Antigonos aankwam om slag te leveren, bleven ze in hun kamp. Daarom probeerde Antigonos hun bevoorradingslijnen af te snijden, waardoor hij Lysimachos dwong om het kamp te verlaten en een nachtelijke mars van 65 kilometer naar Dorylaeum te ondernemen. Daar bouwden de bondgenoten een nieuw, driedubbel afgezet kamp bij te heuvels, met relatief gemakkelijke toegang tot voedsel en water. Antigonos volgde kort daarachter en belgerde het kamp, waarbij hij katapulten voor de aanval liet aanrukken. Lysimachos deed geregeld uitvallen om de belegeringswerken te ontwrichten, maar de Antigonidische legers wonnen altijd de daaropvolgende schermutselingen. Met het naderende voltooien van de belegeringswerken en de voedselvoorraden die uitgeput raakten besloot Lysimachos om het kamp te verlaten en marcheerde weg tijdens een nachtelijke storm. Antigonos probeerde hem opnieuw te volgen, maar omdat de winter aankwam met nog meer regen werden de omstandigheden te moeilijk, en hij hield de achtervolging voor bekeken en verspreidde zijn mannen in de winterkwartieren. Het geallieerde leger marcheerde Bithynië binnen en ging naar de winterkwartieren rond de stad Heraclea.

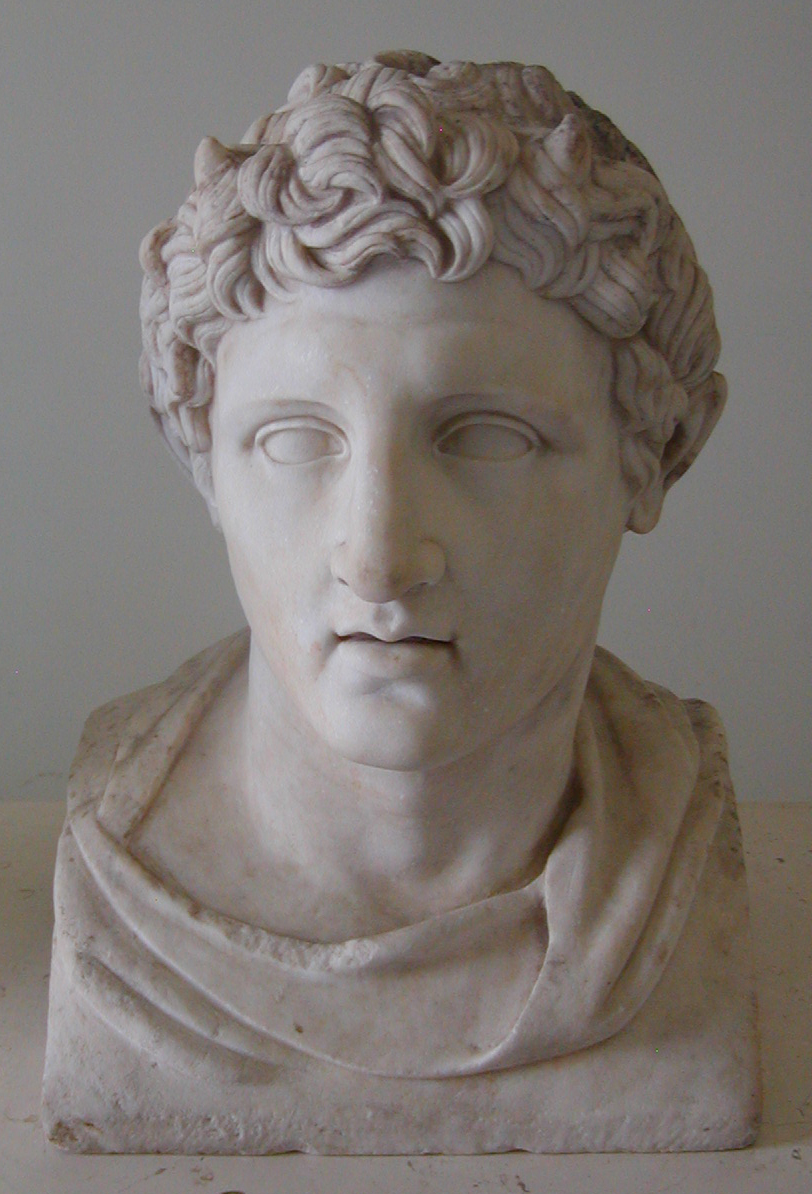
Demetrius, de zoon van Antigonos

Nadat hij zijn leger had gesetteld voor de winter hoorde Antigonos dat Seleucus op weg was om Lysimachos te steunen. Daarom zond hij boodschappers naar Demetrius, waarbij hij hem beval om terug te keren met zijn leger terug te keren naar Azië om zijn leger te versterken. Demetrius had ondertussen zijn veldtocht in Griekenland voltooid, en omdat Kassander de passen over land had geblokkeerd, was Demetrius Thessalië binnengekomen langs zee. Er waren ietwat onlogische manoeuvres gevolgd bij de twee legers voor Demetrius zijn vaders boodschappen had ontvangen. Demetrius sloot dus snel een vredesverdrag met Kassander en nam zijn leger over zee naar Ephesos. Hij heroverde de stad en marcheerde noordwaarts naar de Hellespont, waar hij een sterk garnizoen en vloot legerde om te voorkomen dat versterkingen uit Europa het geallieerde leger zou bereiken. Demetrius verspreidde toen ook zijn leger in de winterkwartieren.
Tijdens de afwezigheid van Demetrius durfde Kassander meer versterkingen onder leiding van zijn broer, Pleistarchus, te sturen naar Lysimachos. Omdat Demetrius de gemakkelijke oversteekpunten bij de Hellespont en de Bosporus bewaakte, probeerde Pleistarchus zijn mannen onmiddellijk over de Zwarte Zee naar Heraclea te verschepen, waarbij hij de haven van Odessos gebruikte. Hoewel de eerste groepen veilig aankwamen werden de tweede onderschept door Demetrius' vloot, en de derde werd vernield door een storm. Pleistarchus zelf overleefde ternauwernood de vernieling van het commandoschip, en werd uiteindelijk naar Heraclea gebracht om te recupereren voor de winter. Ondertussen bracht de concentratie van Antigonos' leger in Azië Ptolemaeus ertoe om Coele-Syrië te veroveren. Hij veroverde een aantal steden, maar terwijl hij Sidon aan het belegeren was, werden er valse rapporten naar hem gebracht over een Antigonidische overwinning en die zeiden dat Antigonos naar Syrië aan het marcheren was. Hij legerde dus garnizoenen in de steden die hij had veroverd en keerde daarna terug naar Egypte. Op ongeveer hetzelfde moment kwam Seleucus aan in Cappadocië en bracht zijn legers ook naar de winterkwartieren.
Het is onduidelijk hoe de slag precies tot stand kwam. Antigonos wist van de plunderingen van Ptolemaeus in Syrië van het vorige jaar en wilde niet afgesneden worden van Syrië en zijn hoofdstad en probeerde het geallieerde leger dus waarschijnlijk te onderscheppen. De exacte locatie van de slag is onbekend, maar hij vond plaats op een grote open vlakte, goed geschikt voor zowel de manoeuvres van de olifanten van de bondgenoten als de superieure cavalerieaantallen van Antigonos.

## De legers

### Antigoniden
Volgens Plutarchus telde Antigonos' leger voor de slag ongeveer 70.000 man infanterie, 10.000 cavalerie en 75 krijgsolifanten. Het grootste deel van die aantallen kwamen waarschijnlijk uit het leger dat uit Syrië kwam, omdat Demetrius' leger in Griekenland geen olifanten had en enkel 1.500 cavalerie. Volgens Diodorus had Demetrius ongeveer 56.000 man infanterie in Griekenland (8.000 Macedonische falangisten, 15.000 huurlingen, 25.000 man uit Griekse steden en 8.000 lichtbewapenden), maar het is onduidelijk welk deel van zijn infanterie bij hem was in Azië. Experts schatten dat het Antigonidische leger bestond uit 70.000 man infanterie, waarschijnlijk 40.000 man in de falanx en de rest lichtbewapende troepen.

### De bondgenoten
Plutarchus geeft een totaal van 64.000 man infanterie voor de bondgenoten, met 10.500 cavalerie, 400 olifanten en 120 zeiswagens. Diodorus zegt dat Seleucus 20.000 man infanterie, 12.000 cavalerie (waaronder ook ruiterboogschutters), 480 krijgsolifanten en meer dan honderd zeiswagens meebracht uit de oostelijke satrapieën. De aantallen van olifanten en strijdwagens zijn dus tamelijk gelijklopend. Maar Seleucus' cavalerie is alleen al groter dan het aantal cavalerie dat Plutarchus geeft voor het gehele geallieerde leger, en Lysimachos moet minstens enkele cavaleristen gehad hebben. Hij had minstens 1.000 ruiters mee met Prepelaus gestuurd het vorige jaar. Experts schatten dus dat het totale aantal cavalerie op 15.000 kwam. Van de 44.000 niet-Seleucidische cavalerie is het niet duidelijk hoeveel troepen Kassander of Lysimachos hebben gestuurd. Kassander had 12.000 man gestuurd onder Pleistarchus, waarvan twee derden was verloren tijdens de oversteek van de Zwarte Zee, maar het is niet duidelijk hoeveel mannen er al waren onder Prepelaus. Moderne schattingen zeggen dat er van het totale aantal infanterie 30-40.000 man bewapend was als falangisten, met de rest als lichtbewapenden.

## Strategische en tactische overwegingen
Voor de bondgenoten was het belangrijk om samen te werken om Antigonos te stoppen, in plaats van elk apart uitgeschakeld te worden. Voor Antigonos was er nu de kans om al zijn vijanden in één slag te verslaan, ook al had hij hen liever elk apart willen verslaan. Maar toch is er weinig bekend over de specifieke strategische overwegingen voor de slag, omdat de precieze omstandigheden en de plaats onzeker blijven. Het is mogelijk dat het bondgenotenleger geprobeerd had om Antigonos' communicatielijnen met Syrië af te snijden, om hem zo in de slag te dwingen, maar dat is maar een van de mogelijke scenario's.
Beide kanten hadden tactisch hetzelfde probleem als altijd tijdens de Diadochenoorlogen: 'Hoe moet een leger met precies dezelfde uitrusting en tactieken verslagen worden?' De diadochen lijken erg conservatief te zijn gebleven, en ze gaven er de voorkeur aan om een sterke cavalerieaanval op de rechtervleugel van de linie en een falanx als kern van het leger als de hoofdtactiek te gebruiken, ook al moeten ze zich ervan bewust zijn geweest dat hun tegenstanders waarschijnlijk hetzelfde manoeuvre zouden uitvoeren aan de andere kant van het slagveld. Als legers even groot en dezelfde tactieken gebruiken, is het moeilijk om de duidelijke overhand in de slag te behalen. Het gebruik van nieuwe wapens als krijgsolifanten en zeiswagens om de tactische balans te veranderen was een toevoeging gebruikt door de diadochen, maar zulke innovaties werden al snel gekopieerd. Beide zijden hadden ook oorlogsolifanten, hoewel de bondgenoten dankzij Seleucus een ongebruikelijk hoog aantal konden opstellen, samen met de zeiswagens. Beide zijden zochten daarom een open slagveld: de bondgenoten om hun krijgsolifanten goed te kunnen gebruiken, en de Antigoniden om hun sterkere cavalerie te kunnen gebruiken. Voor de Antigoniden, die sterk waren in zowel infanterie en cavalerie, was de tactiek om recht aan te vallen op hun tegenstanders, en daarna een enorme cavalerieaanval op de rechterflank. Voor de bondgenoten, zwakker wat betreft de infanterie, was de tactiek om hun krijgsolifanten ten volste te gebruiken, hoewel het niet duidelijk is hoe ze dit wilden doen. Niettemin speelden de olifanten een centrale rol in de slag.

## De slag

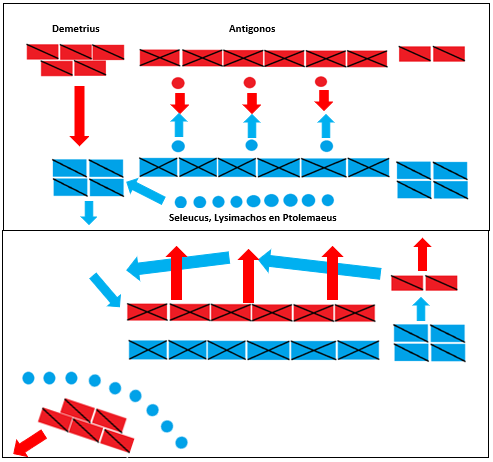
Verloop van de slag. Demetrius valt de linkerflank van de bondgenoten aan, maar zijn terugweg wordt afgesneden door de olifanten van Seleucus. Ondertussen verslaat de rechterflank van de bondgenoten de linkerflank van Antigonos en bestookt de falanx van Antigonos met projectielen, waarbij de eenogige generaal zelf omkomt (er is wel een fout op de afbeelding. Ptolemaeus staat vermeld, ook al nam hij geen deel aan deze slag).

### Opstellingen
Beide zijden plaatsten hun troepen waarschijnlijk in een standaard-Macedonische formatie, met de falanx van zware infanterie in het centrum van linie. Vooraan en aan de flanken werden er lichte troepen geplaatst om als tirailleurs te dienen en om de flanken van de falanx te beschermen. De cavalerie werd verdeeld over de twee flanken. Bij de Antigoniden leidde Demetrius de beste cavalerie, gestationeerd op de rechterflank. Antigonos met zijn lijfwachten stond in het centrum achter de falanx. De 75 olifanten werden voor de slaglinie geplaatst.
De situatie voor de bondgenoten is minder duidelijk. Plutarchus zegt dat Seleucus' zoon Antiochus de cavalerie op de linkerflank leidde, traditioneel de zwakkere vleugel in het Macedonische systeem, eigenlijk enkel bedoeld voor schermutselingen. Maar er wordt aangegeven dat de cavalerie van de bondgenoten gelijk gesplitst was op beide flanken. We weten noch wie de rechterflank leidde, noch waar Lysimachos, Seleucus of Pleistarchus waren gestationeerd. Het is duidelijk dat sommige olifanten van Seleucus voor de slaglinie werden geplaatst, maar niet hoeveel het er waren, hoewel vaak aangenomen wordt dat het een aantal van 100 was. Misschien had Seleucus het grootste deel van zijn olifanten in reserve gehouden, maar het gebruik van zo'n grote reserve kwam nooit voor bij de diadochen. Verder zou het ook betekend hebben dat ze hun grootste voordeel niet wilden gebruiken. Moderne bronnen tonen aan dat het begrijpen van dit 'olifantenprobleem' essentieel is voor het begrijpen van de slag, maar dit kan niet worden opgelost met de antieke bronnen.

### Beginfase
De slag zou al meteen hevig begonnen zijn met het treffen van de olifanten van beide zijden. Diodorus zegt dat "de olifanten van Antigonos en Lysimachos vochten alsof de natuur hen evenveel moed en kracht gegeven had", waardoor hij dus suggereert dat ze ook met evenveel waren (wat het idee van het grote aantal olifanten die in reserve waren gehouden steunt). Demetrius lanceerde toen de Antigonidische hoofdaanval, waarbij hij zijn cavalerie voorbij de olifanten manoeuvreerde en de cavalerie van de bondgenoten onder Antiochus aanviel. Plutarchus zegt dat Demetrius "briljant vocht en de vijand op de vlucht joeg". Maar het is ook duidelijk dat Demetrius zijn cavalerie toeliet om de vluchtende cavalerie te lang te achtervolgen, waardoor zijn mannen geïsoleerd werden van het slagveld.

### Tweede fase
Het is niet expliciet vermeld door Plutarchus, maar er wordt verondersteld dat de twee falanxen elkaar aanvielen tijdens de slag. Als dit het geval was, zou de strategie voor de Antigoniden zo geweest moeten zijn dat Demetrius met zijn cavalerie de rug van de falanx moest aanvallen, of terugkeren naar zijn post en de rechterflank van Antigonos bewaken. Maar Demetrius kon niet terugkeren naar het slagveld omdat er 300 oorlogsolifanten zijn pad blokkeerden. De antieke bronnen herhalen telkens weer het effect van olifanten op paarden, die bang werden door de geur en het geluid van de olifanten en hen niet durfden naderen. Demetrius kon noch met zijn paarden door de lijn van krijgsolifanten breken, noch langs zo'n groot aantal manoeuvreren. Dit was het beslissende moment in de slag, maar het is niet duidelijk hoe het tot stand kwam; Plutarchus zegt enkel dat "de olifanten op zijn weg werden gegooid Als de olifanten inderdaad als reserve waren gehouden, was het tamelijk logisch om hen zo te gebruiken, maar het is moeilijk om zo'n groot aantal in zo'n gecoördineerd manoeuvre te gebruiken in het midden van de slag. Omdat hij de enige leider was die ervaring had met het gebruik van olifanten, wordt het aangenomen dat Seleucus verantwoordelijk was voor dit manoeuvre.
Nu Demetrius geïsoleerd was van het slagveld was de Antigonidische falanx kwetsbaar op zijn rechterflank. Plutarchus beschrijft wat volgde:

Seleucus, die zag dat de falanx van zijn tegenstanders niet verdedigd werd door cavalerie, nam hiervoor maatregelen. Hij viel hen niet aan, maar liet hem in de angst van een aanval door telkens rond hen te rijden, zo gaf hij hen dus de kans om naar zijn kant over te lopen. En dit is wat er dan ook gebeurde.
— Plutarchus, Parallelle levens, Demetrius 29,3

Deze zet tegen de Antigonidische rechterflank zorgde er waarschijnlijk voor dat de cavalerie van de bondgenoten, waaronder Seleucus' ruiterboogschutters, die projectielen op de vijandelijke falanx zouden kunnen laten neerregenen, zich losmaakte van haar eigen vleugel. Het moreel van de troepen van Antigonos lijkt daarna ingestort te zijn, en het lijkt dat een deel van de zware infanterie overliep naar de bondgenoten ofwel vluchtte. Antigonos, gestationeerd in het centrum, probeerde zijn mannen te herenigen, terwijl hij nog steeds hoopte op de terugkeer van Demetrius. Maar hij werd omsingeld door de infanterie van de bondgenoten en uiteindelijk gedood door verschillende werpsperen gegooid door tirailleurs. Al stervende riep Antigonos nog: "Demetrius zal komen om me te redden!" Met de dood van zijn leider brak de Antigonidische linie en eindigde de slag.

## Gevolgen

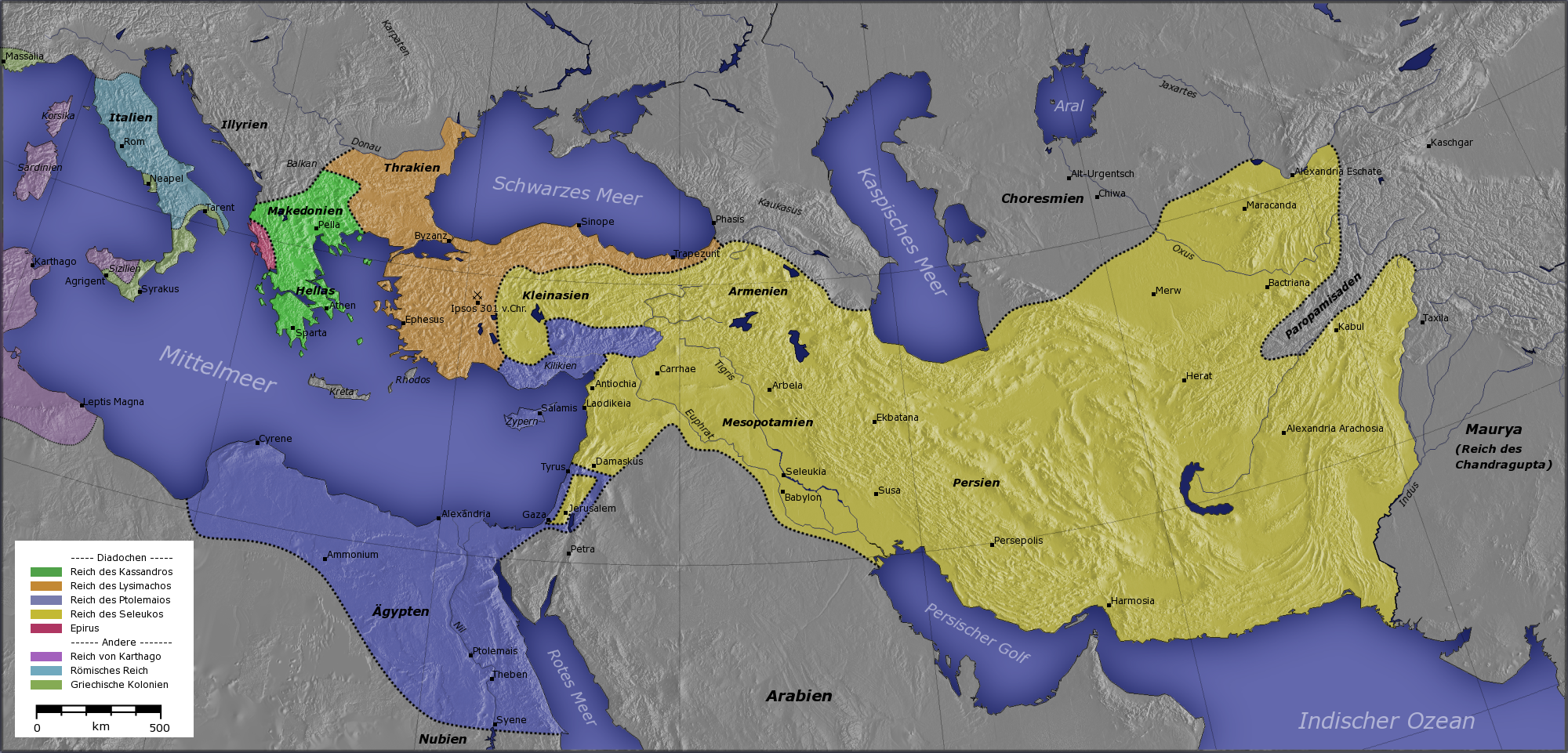
Koninkrijken van de Diadochen na de Slag bij Ipsus.
Rijk van Ptolemaeus
Rijk van Kassander
Rijk van Lysimachos
Rijk van Seleukos

Demetrius kon 5.000 man infanterie en 4.000 cavalerie terugkrijgen uit het resterende deel van Antigonos' leger, en ontsnapte met hen naar Ephesos. Ondanks de verwachting dat hij de schatkist van Ephesos zou plunderen, zeilde Demetrius onmiddellijk naar Griekenland om zijn laatste hoop naar Athene te brengen. Maar hij werd teleurgesteld; de Atheners hadden gestemd om geen enkele koning meer in Athene binnen te laten. Demetrius, die zijn toorn niet toonde, vroeg hun om zijn schepen die hier voor dok lagen terug te geven, en zeilde toen verder naar de Isthmus van Korinthe. Hij zag dat al zijn garnizoenen verdreven waren en dat zijn vroegere bondgenoten naar de andere koningen waren overgelopen. Hij liet Pyrrhus van Epirus (toen nog een lid van de Antigonidische factie) als leider achter in Griekenland en zeilde zelf naar de Thracische Chersonesos.
De laatste kans om het rijk van Alexander te herenigen was al vervlogen toen Antigonos de Babylonische Oorlog had verloren en daarmee twee derden van zijn rijk. Ipsus bevestigde zijn falen. Het rijk was nu verdeeld onder de overwinnaars, met Ptolemaeus die Egypte behield, Seleucus die zijn macht in Klein-Azië uitbreidde en Lysimachos die het overige deel van Klein-Azië kreeg. Uiteindelijk zou Seleucus Lysimachos verslaag in de slag bij Corupedium in 281 voor Christus, maar werd kort daarna vermoord. Ipsus eindigde het uiteenvallen van het rijk, wat kan verklaren waarom er zo weinig details over zijn. Ondanks dat was het nog steeds een belangrijke slag in de geschiedenis en besliste het karakter van het Hellenisme.

### Antieke bronnen
- Diodorus Sicullus, Bibliotheca historica
- Plutarchus, Parallelle Levens, Demetrius

### Moderne bronnen
- Bennett, Bob, Roberts, Mike (2008). The Wars of Alexander's Successors 323–281 BC; Volume I: Commanders & Campaigns. Pen and Sword Books. ISBN 978-1-84415-761-7.
- Bennett, Bob, Roberts, Mike (2009). The Wars of Alexander's Successors 323–281 BC; Volume II: Battles and Tactics. Pen and Sword Books. ISBN 1-84415-924-8.
- Buckler, John (1989). Philip II and the Sacred War. Brill Archive. ISBN 90-04-09095-9.
- Cawkwell, George (1978). Philip II of Macedon. Faber & Faber. ISBN 0-571-10958-6.
- Davis, Paul K. (1999). 100 Decisive Battles from Ancient Times to the Present: The World’s Major Battles and How They Shaped History. Oxford University Press. ISBN 0-19-514366-3.
- Green, Peter (2008). Alexander the Great and the Hellenistic Age. Phoenix. ISBN 978-0-7538-2413-9.